# Lorena Lemunguier
Lorena Lemunguier Quezada, Lemungürü, (Santiago, 24 de junio de 1954) es una artista visual chilena-mapuche, representante del arte textil contemporáneo.

## Biografía
Estudió en la Facultad de Artes de la Universidad de Chile, titulándose en 1985 de Artífice en Tapicería Mural Contemporáneo, especializándose en diversas áreas del arte textil con su maestra María Teresa Riveros quien además la guio para que comenzará su labor como docente, que llevaría a cabo hasta el 2005.
Aprendió las técnicas del textil mapuche con su tía Carmen Ayikeo Lincoñir, en el sector de Maquehue, lugar de origen de su familia paterna, donde profundizó en la investigación de la técnica del doble faz y en la iconografía de los textiles mapuche.
Su vida ha estado marcada por la participación organizada y la gestión cultural, la que se inicia muy tempranamente debido a la actividad de su padre, dirigente de una agrupación cultural mapuche. Durante la década de 1990, colaboró junto a otras personas, en la formación de la Union de Jóvenes Estudiantes Indígenas (UJEI), contribuyendo al desarrollo de esta organización que reunía a jóvenes indígenas Aimara, Mapuche y Rapa nui.
Entre los años 1994 y 1996 realizó el proyecto "El bien, el mal, el origen, la procedencia", abordando la temática de la mitología en el arte y la literatura mapuche.
Ha participado en diversas exposiciones, tanto individuales como colectivas. Fue curadora del área de arte contemporáneo en la 1º Bienal de Arte y Cultura Indígena (2006) y encargada del montaje de la misma, siendo además invitada como expositora. Su obra Wüdufe fue seleccionada con el primer premio para la imagen corporativa de la 2º Bienal de Arte Indígena en Chile (2008). Ha sido Distinguida en la 1º Bienal Arte Indígena de Ecuador (Mención Honrosa).
En los Diálogos de Arte Contemporáneo y Reconocimiento Intercultural, realizados por la Pontificia Universidad Católica de Chile, Lorena Lemunguier señala: "Soy mapuche-chilena, nacida en la gran ciudad. Llevo en mi sangre dos culturas y la contradicción de millones de seres como yo que han debido entender que este mundo está diseñado por y para los que no creen en la diversidad. Mi obra es la representación del sentimiento de los primeros migrantes. Una ciudad oscura, que lo atrapa y en la que está perdido, distinto al sueño que lo vio nacer allá en el sur. Tres generaciones de mapuche se han sucedido entregándose el poder de mando, cada una luchando con nuevas armas. En medio del cemento descubrimos que nuestro mundo, nuestra Ñuke mapu late poderosa y que, además, nuestros ancestros, se yerguen sobre los edificios para resguardar nuestra memoria. Hemos hecho aquí nuestras vidas sin olvidar a nuestros espíritus protectores, que nos hacen continuar"

## Premios
- 1992. Premio Fundación Andes "Monografía de Artistas Visuales Contemporáneos”, Chile.
- 2006. Mención Honrosa Primera Bienal Internacional Indígena de Ecuador.
- 2008. Concurso Nacional de Arte y Cultura para creadores indígenas de Trayectoria destacada, CONADI, Chile.
- 2008. Primer Lugar, Concurso “Imagen Corporativa de la Segunda Bienal de Arte Indígena, Chile.
- 2015. Reconocimiento A´SA´TAP, Consejo Nacional de la Cultura y las Artes, Chile.[4]